# Papilio machaon
A borboleta-cauda-de-andorinha (Papilio machaon) é uma espécie de Lepdóptero da família Papilionidae. Também conhecida como borboleta-rabo-de-andorinha, ocorre na Europa, Ásia e América do Norte.

## Descrição

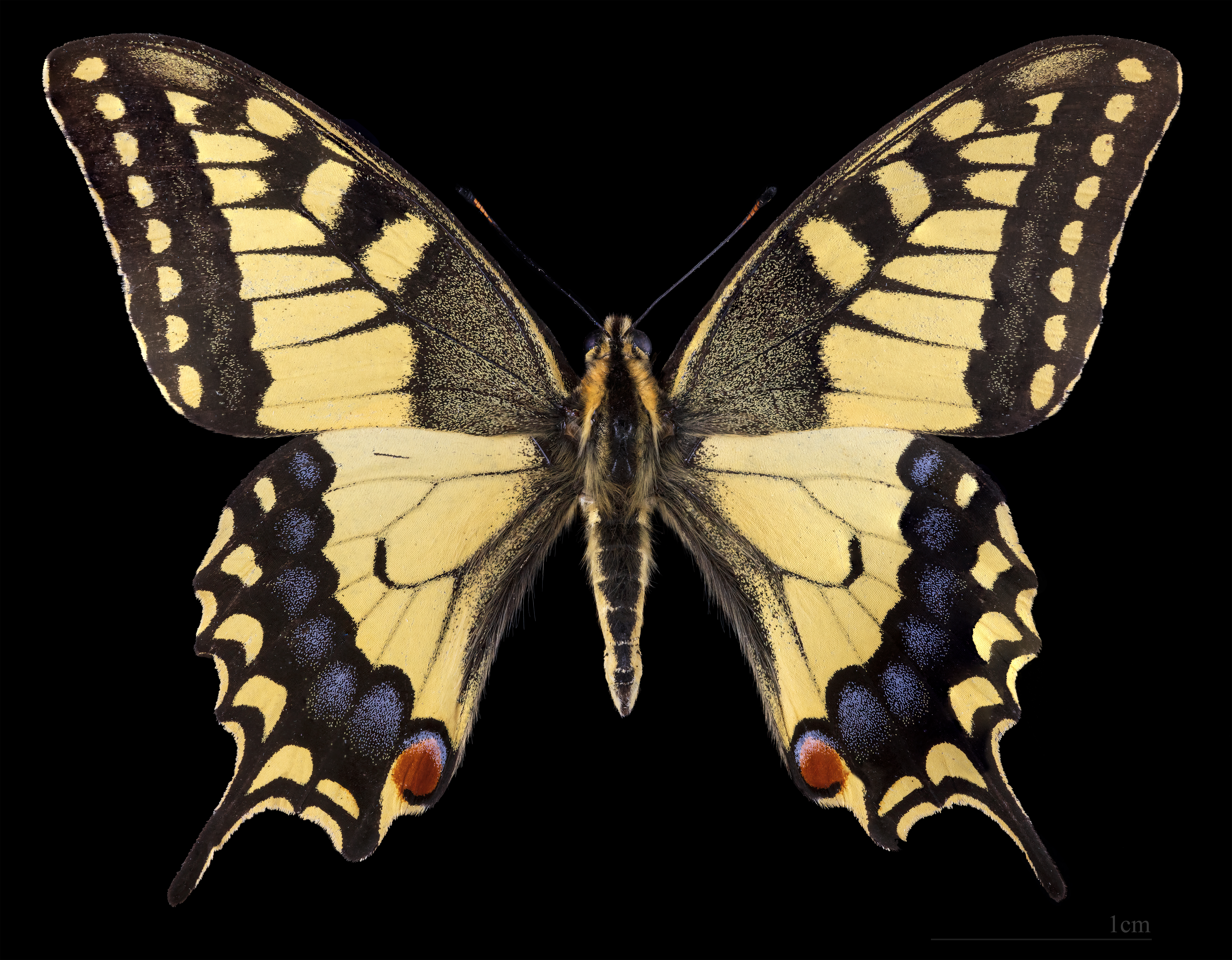
♂
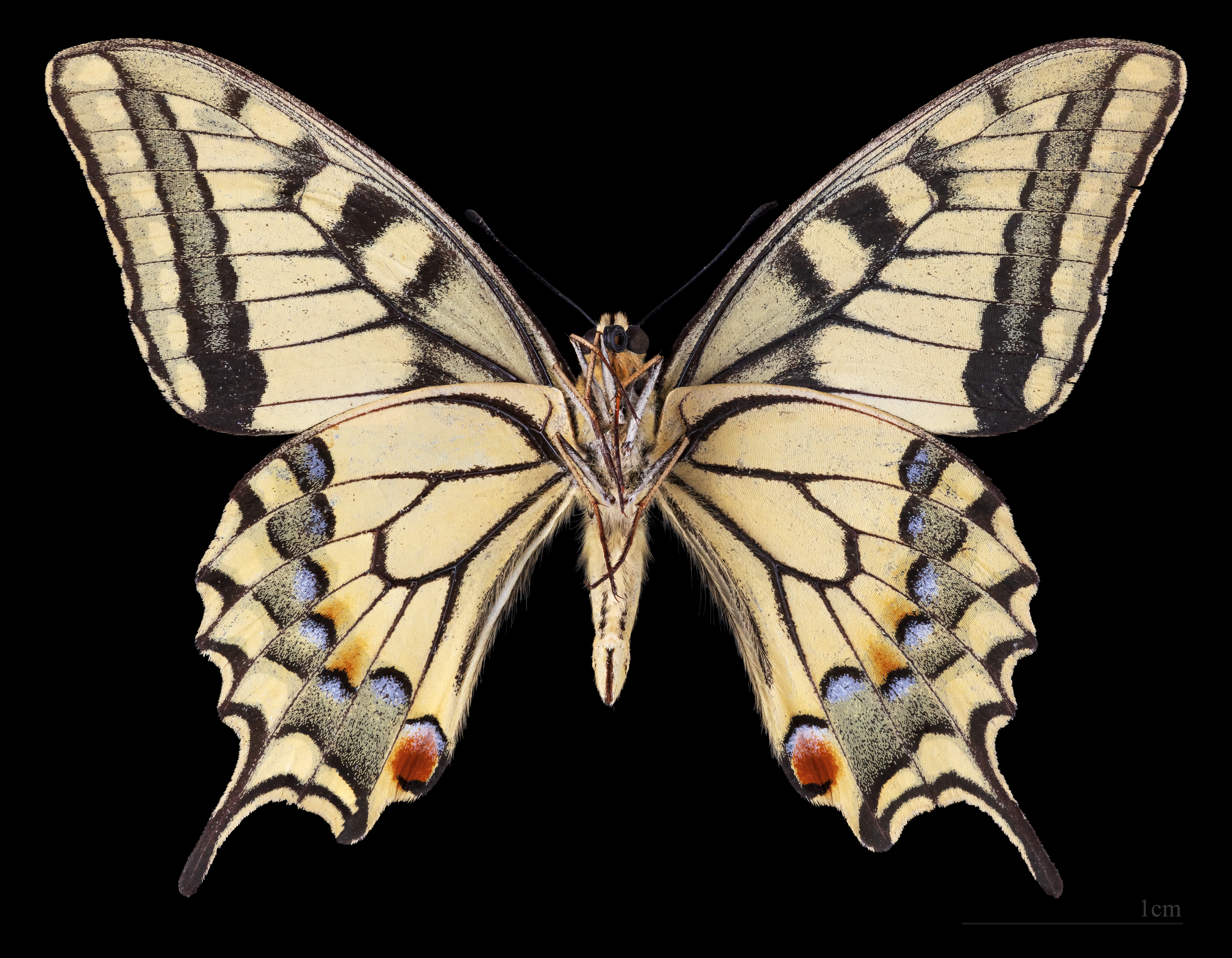
♂ △
♀

É uma espécie de notável beleza, sendo amarela com ranhuras pretas e manchas coloridas nas asas, as quais apresentam envergadura de 8 a 10 cm. A “cauda” ocorre em ambos os sexos, o que dá a essa espécie sua denominação singular.

## Ciclo biológico
Esta espécie, assim como outras espécies de borboletas, exibe um comportamento designado de ‘hill-topping’, isto é, sobem ao cimo de colinas e outros pontos altos em busca de parceiro.
De acordo com as regiões, os ovos são postos separadamente (maio-junho — fim do verão) sobre as folhas da planta que servirá de alimento (regularmente nas folhas de cenoura, erva-doce e arruda, nos jardins sem inseticidas). 
A eclosão dos ovos se dá cerca de uma semana após sua postura. O desenvolvimento da lagarta dura em média um mês. Estas têm atividade diurna e quando perturbadas fazem sobressair duas pequenas "antenas" alaranjadas, exalando grande odor que afasta os predadores. 
As crisálidas são cercadas de uma cintura de seda. Dependendo da estação, esta fase dura em torno de três semanas.

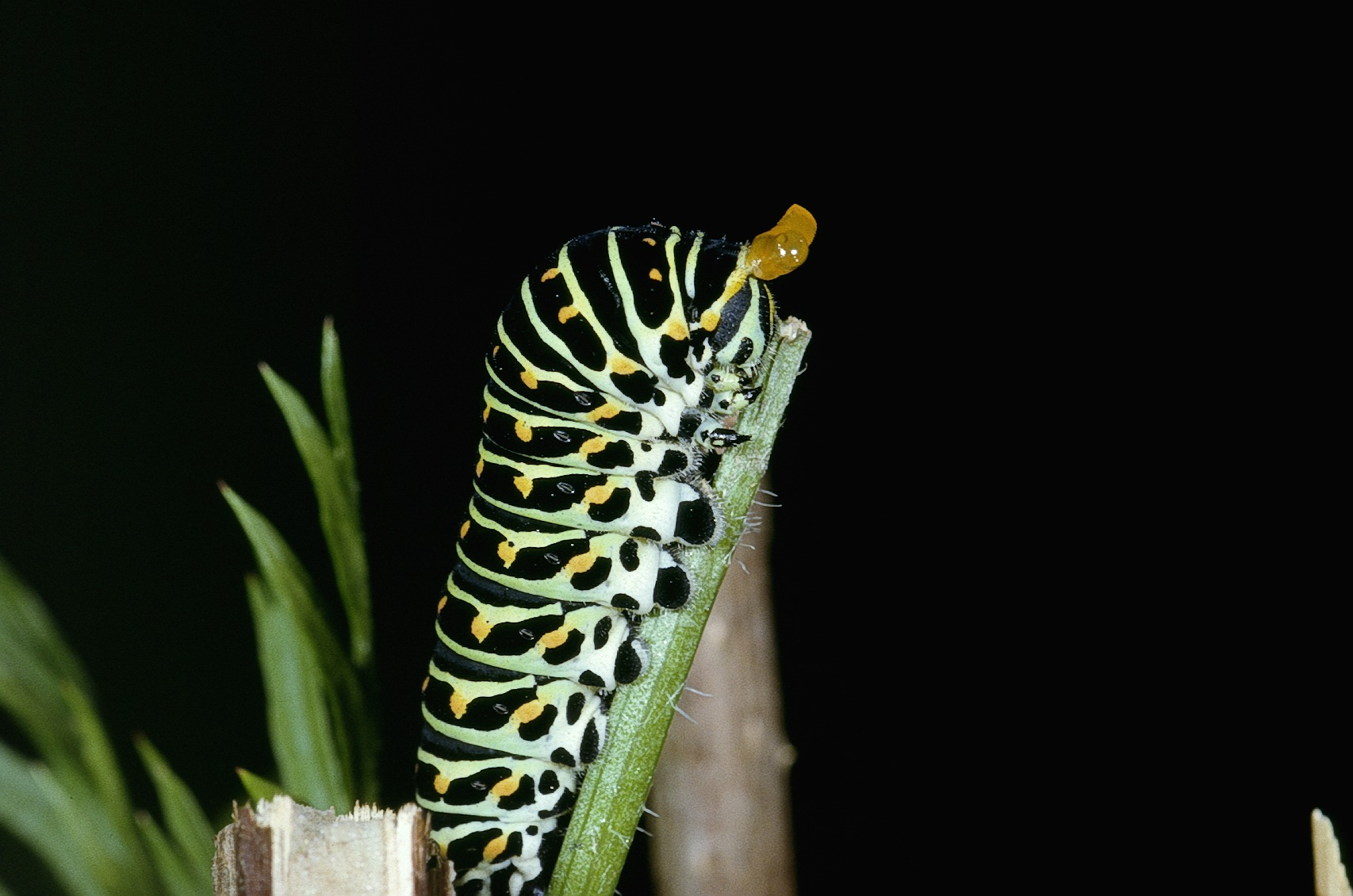
Lagarta expele seu veneno
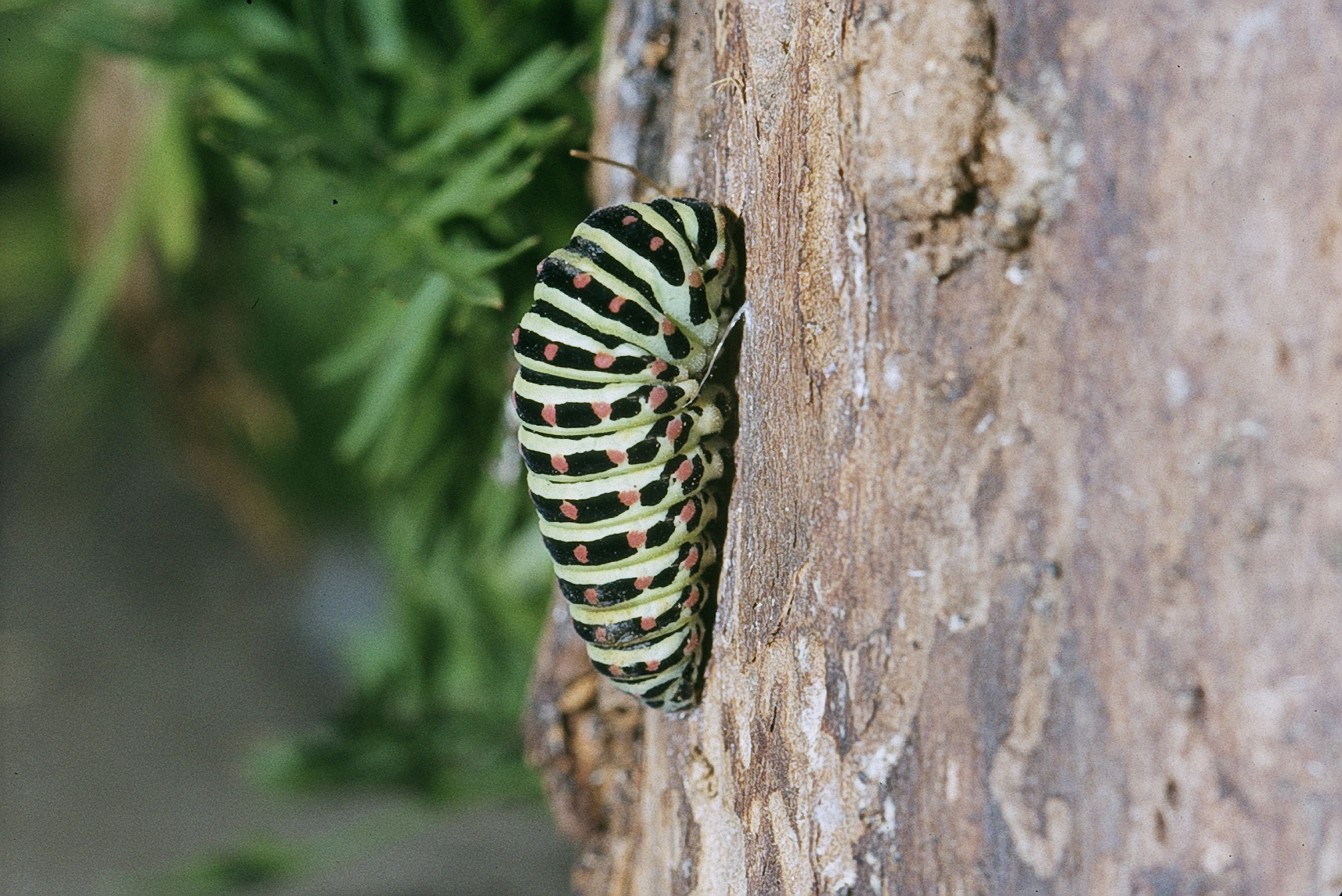
Inicio da transformação em crisálida, a lagarta se apoia
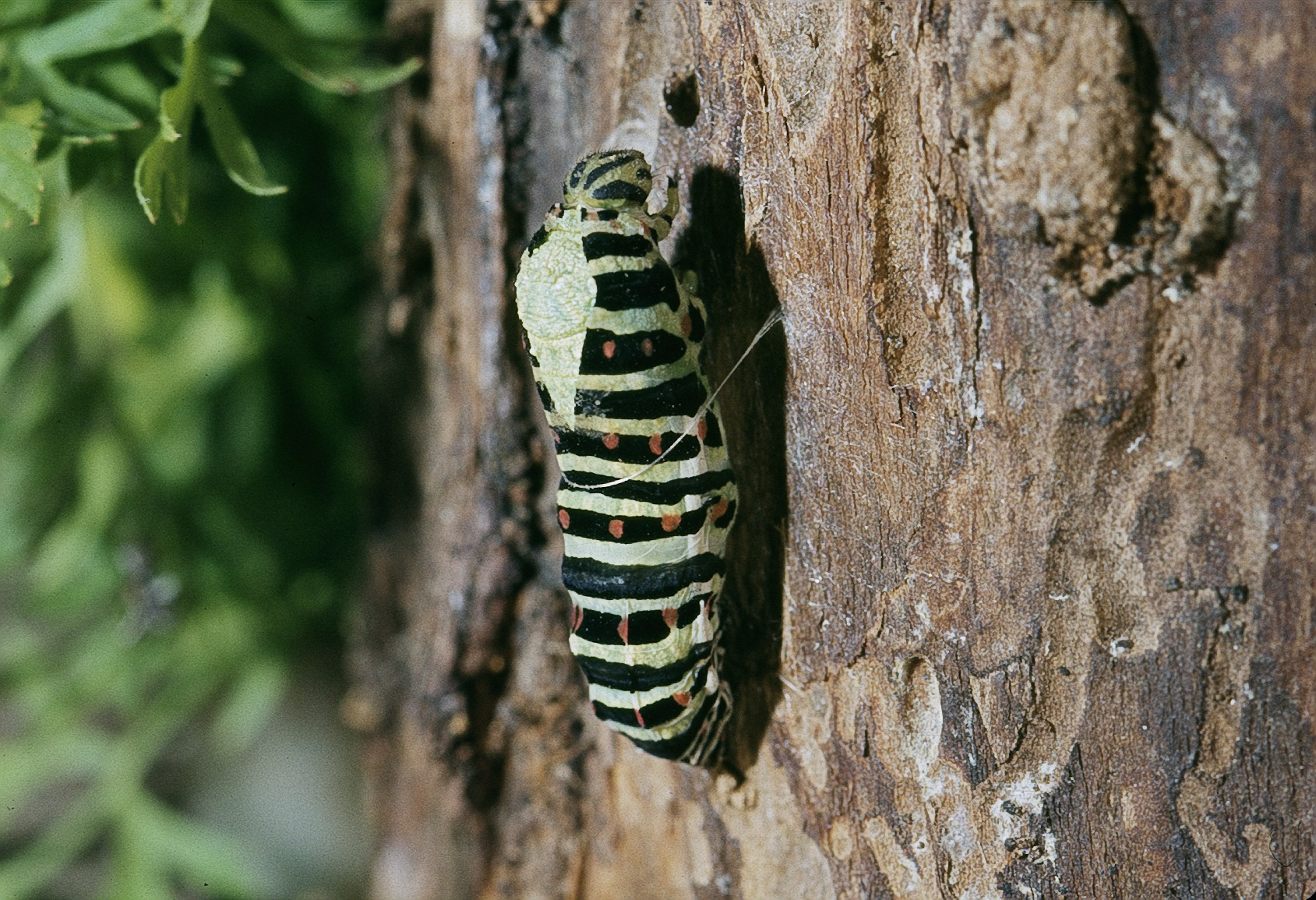
Sequência da transformação, a pele rasga-se e retorce-se para baixo
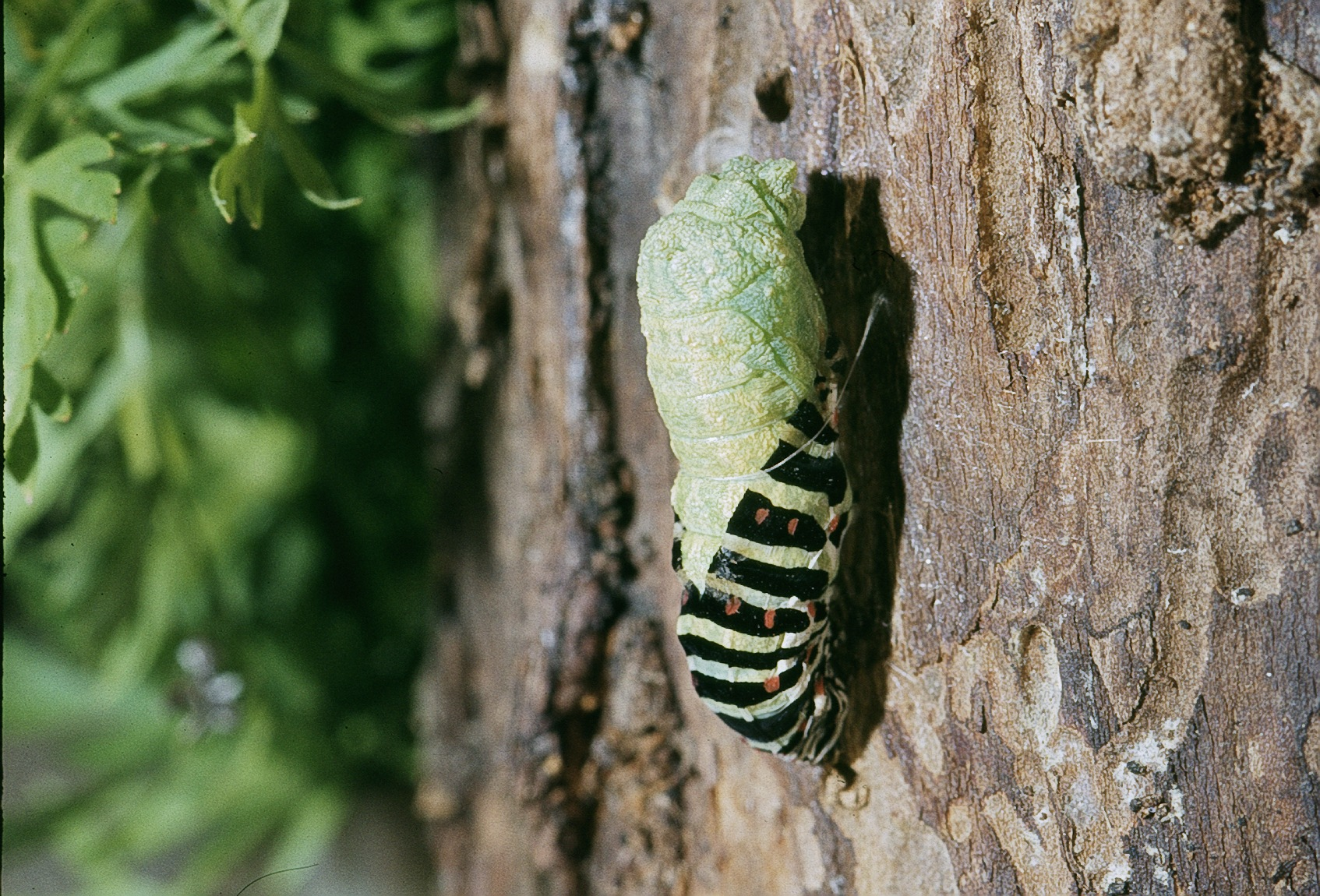
A transformação termina
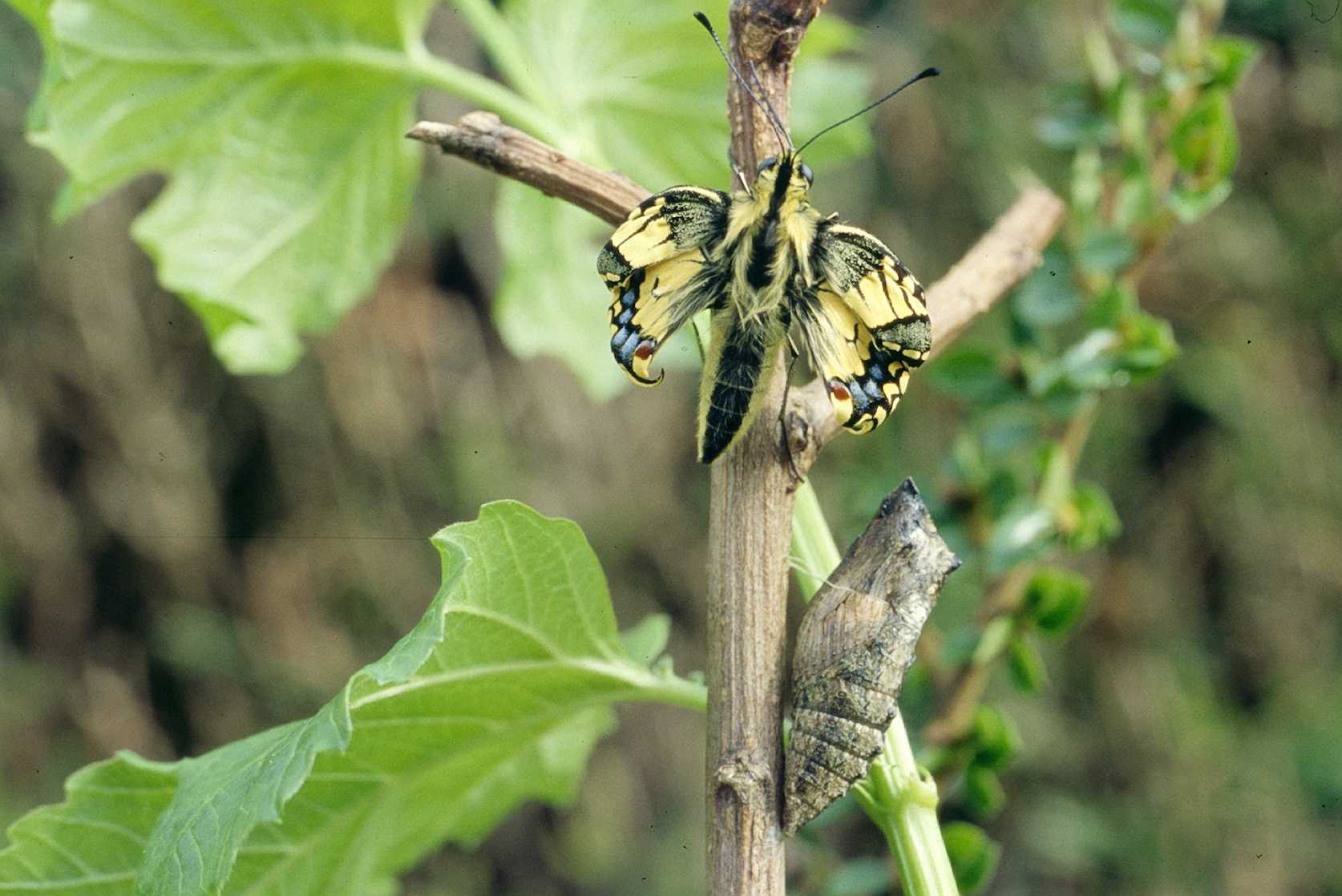
Emergência da pupa no espaço de alguns segundos. A borboleta afasta-se da crisálida para deixar enrijecer suas asas antes do voo
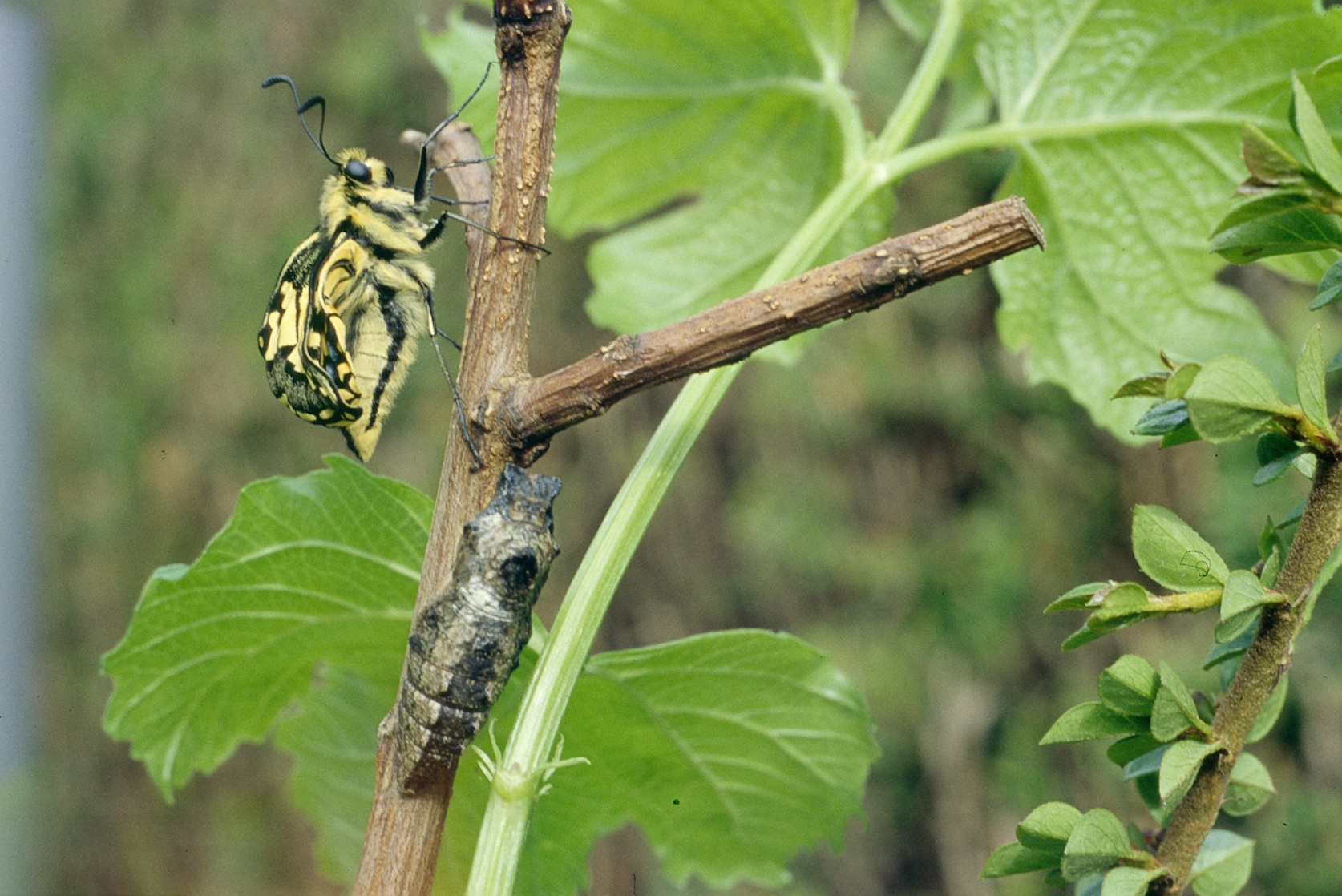
Saída
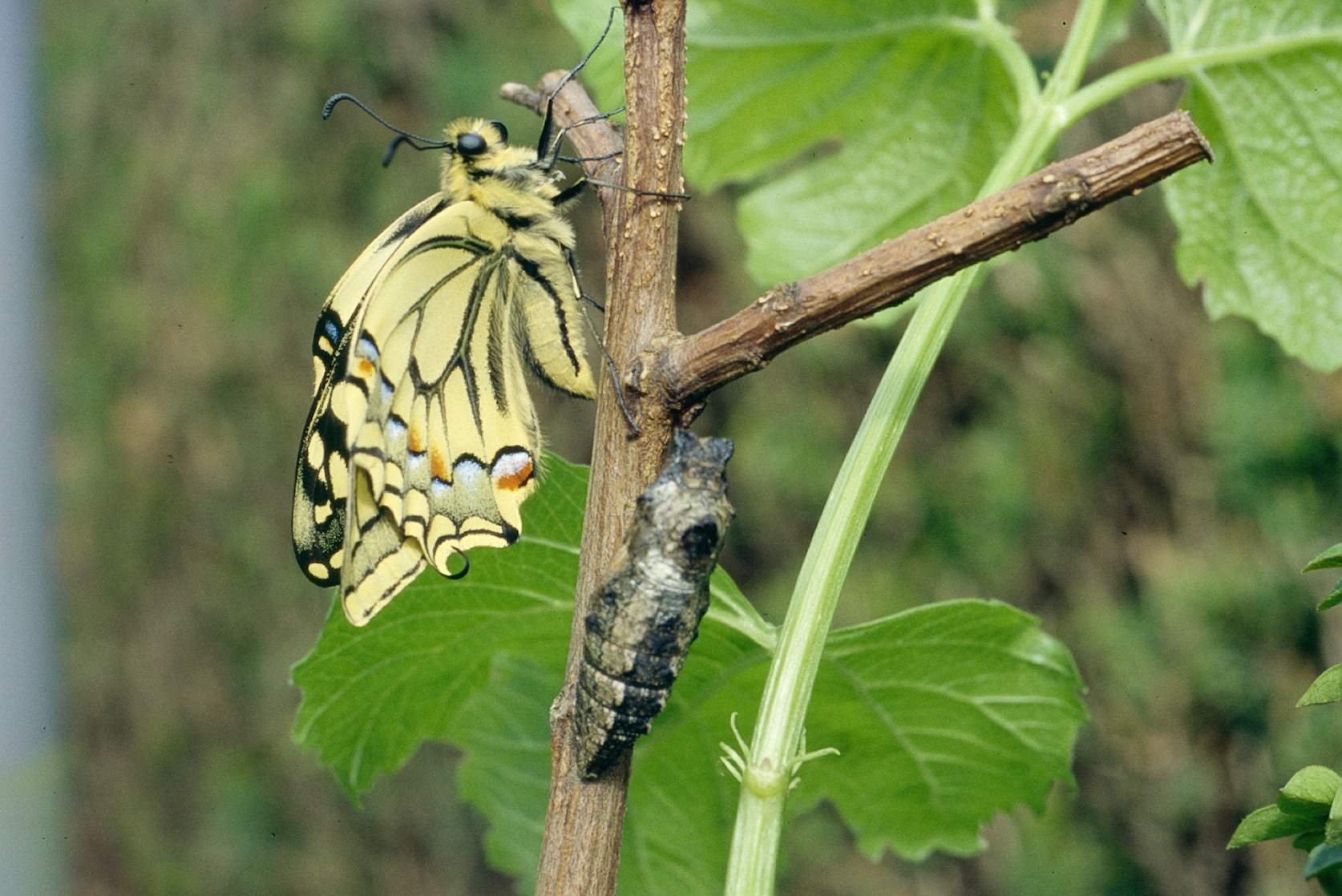
As asas começam a ficar mais enrijecidas e distendem-se
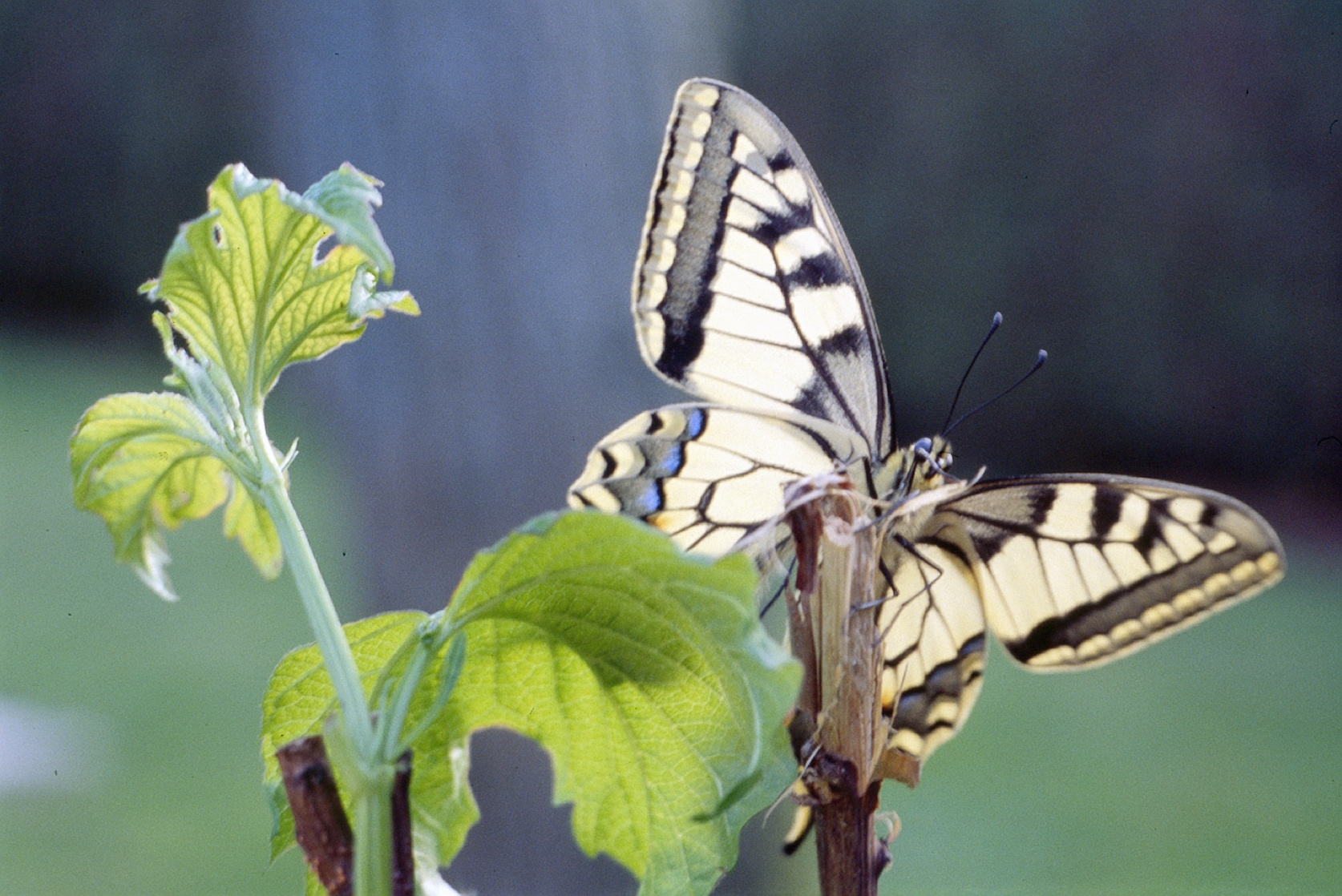
Vista de abaixo do imago
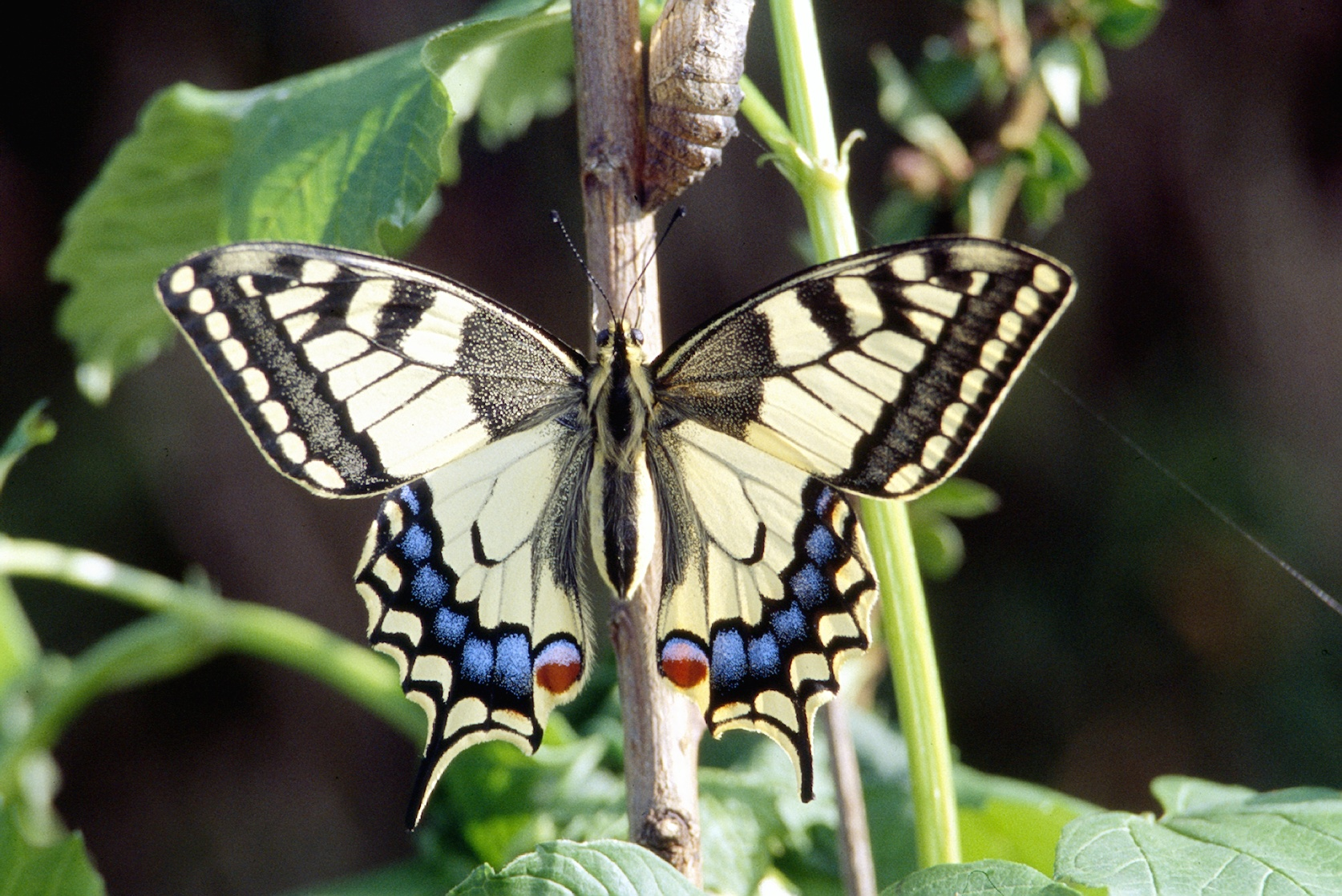
Momento antes do voo, o imago é perfeito e consagrará o tempo à reprodução da sua espécie